# Benidorm
Benidorm je pobřežní město ve Španělsku v provincii Alicante ve Valencijském autonomním společenství, na břehu Středozemního moře. Jeho katastrální území má rozlohu 38,51 km. Samotný Benidorm pak má přibližně 75 tisíc obyvatel. 
Původně to byla malá obec, dnes je město známé především díky turistickému průmyslu, plážím a výškovým budovám, které vznikly díky úspěšnému rozvoji turistiky v dané oblasti. V Benidormu se nachází nejvyšší budova ve Španělsku (mimo CTBA v Madridu) – Intempo o výšce 200 metrů. Celkově se zde nachází 310 budov vyšších než 35 metrů.
Podle legendy město vzniklo z úlomu skály, který usekl obr Roland z hory Puig Campana.
Nejstarší hmotné památky Benidormu pocházejí z 3.–1. stol. př. n. l. Jsou to pozůstatky iberského osídlení, města Tossal de la Cala, které se nachází na strmém kopci v cípu jižního oblouku benidormské zátoky.